# 丁溥
丁溥（1428年—？），字原敬，南直隸华亭县人，明朝政治人物，榜眼及第。

## 生平
丁溥早年入學國子監，應應天府鄉試，中式第二名舉人。成化五年（1469年）禮部會試，登第一百五十二名，殿試中，登進士一甲第二名，授翰林院編修，余事不詳。

## 家族
曾祖丁文政。祖父丁汝霖。父亲丁孟威。